# Vagabondo
(Ryōkan, poeta e monaco vagabondo, da Poesie di Ryokan. Monaco dello zen)

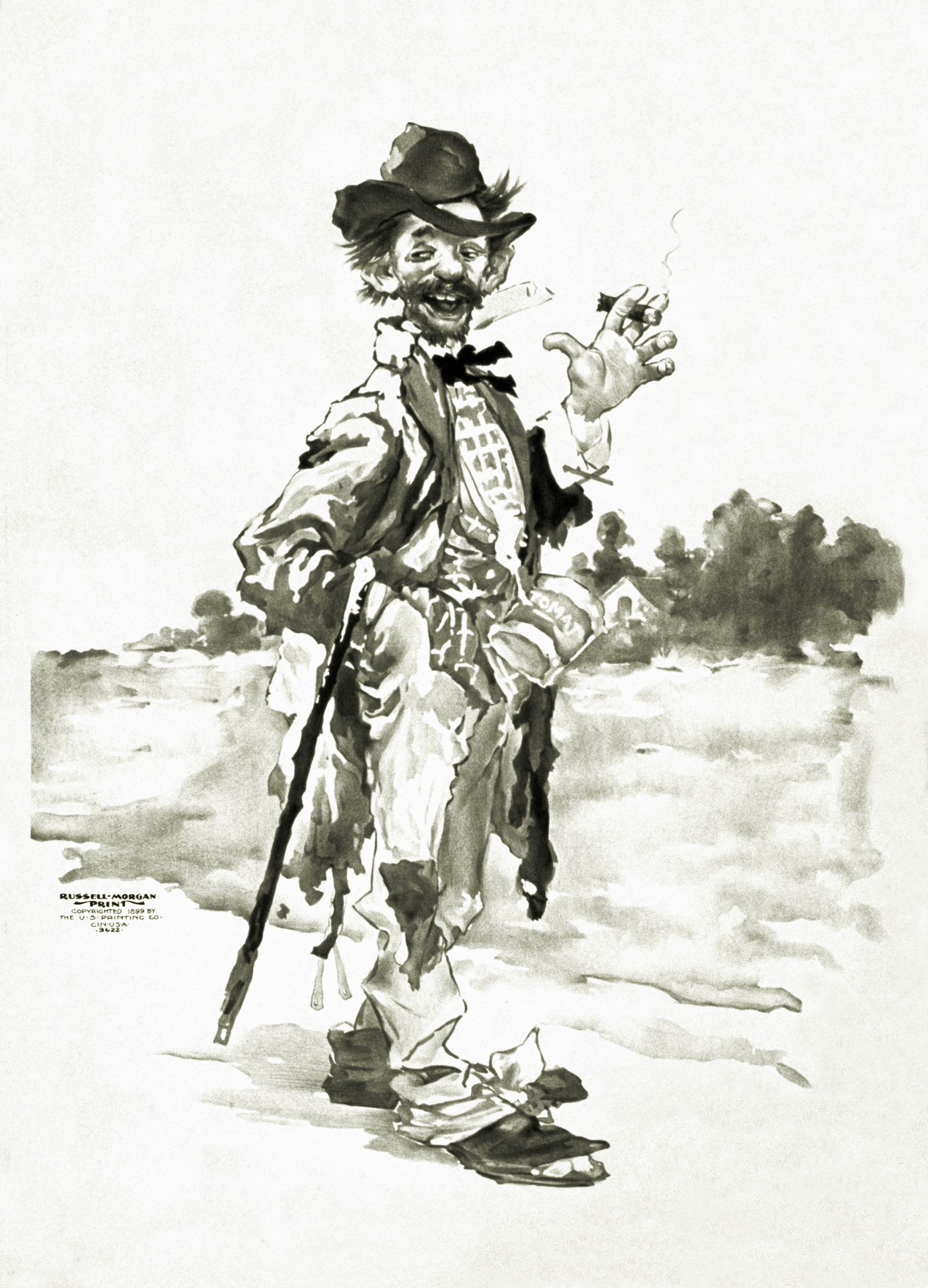
Caricatura di un vagabondo che fuma un sigaro e porta con sé un bastone da passeggio

Un vagabondo è una persona che conduce uno stile di vita, in genere senza un lavoro regolare, spesso, volontariamente o no, senza una fissa dimora, che conduce una vita itinerante, il "nessun fuoco, nessun luogo", vagando di città in città, in contrasto con il mendicante che invece si attacca a un territorio e rimane lì.
Il termine vagabondo tuttavia può essere utilizzato anche per indicare delle persone che decidono volontariamente di praticare il vagabondaggio per provare un'esperienza avventurosa ed entusiasmante, completamente diversa dalla routine della vita sedentaria. Nei tempi antichi e durante il XIX-XX secolo il vagabondaggio per scelta venne praticato da molti intellettuali, filosofi, artisti e religiosi in tutto il mondo: per ricordarne alcuni si possono citare Diogene di Sinope, Paolo di Tarso, San Benedetto, Thomas De Quincey, François Villon, Arthur Rimbaud, Paul Verlaine, Gandhi, Lanza del Vasto, Friedrich Nietzsche e Jack Kerouac.

## Storia
Nelle comunità sedentarie e organizzate socialmente, i vagabondi sono sempre stati considerati degli individui fuori posto, incarnazioni di alterità, oggetti di disprezzo o di sfiducia, ma anche degni destinatari dell'aiuto e della carità.
Alcune fonti antiche mostrano i vagabondi come oggetti passivi della pietà, che meritano la generosità e il dono dell'elemosina. Gli altri li mostrano come sovversivi o fuorilegge, che fanno una vita parassitaria attraverso il furto, la paura e la minaccia.
Nel Medioevo europeo vanno ricordati i clerici vagantes che si spostavano per la peregrinatio academica. Nella tetra Inghilterra dei Tudor, alcuni dei vagabondi che chiedevano "latte, lievito, bevande e lenticchie" porta a porta venivano considerati delle streghe. Nella Parigi del Seicento esistevano luoghi, chiamati Corte dei miracoli, dove vivevano vagabondi, imbroglioni, mendicanti. Nei paesi dell'Asia orientale e meridionale la condizione di vagabondo è stata a lungo storicamente associata alla vita religiosa, come descritto anche nella letteratura religiosa delle tradizioni indù, buddhista, giainista e dei musulmani sufi. Gli esempi includono generalmente sadhu, dervisci, monaci e Shramana. Va pure ricordata la figura dell'hobo, vagabondo per scelta, presente a partire dalla fine del XIX secolo negli Stati Uniti d'America. 
A partire dalla fine della seconda guerra mondiale alcune personalità di spicco del panorama cattolico, come il sacerdote comunista e anarco-cristiano don Gallo hanno dedicato la loro vita al recupero degli emarginati e dei vagabondi; l'Abbé Pierre nel 1949 fondò la Compagnons d'Emmaüs, un'organizzazione dedita alle cure per i poveri e i rifugiati, quindi anche per i vagabondi.

## Diritto
Sebbene il vagabondaggio sia considerato tutt'oggi un crimine in alcune nazioni europee, la legislazione al riguardo si è fatta col tempo piuttosto tollerante. In paesi come la Cina il vagabondaggio è teoricamente un reato, visto che il Partito Comunista Cinese dovrebbe provvedere al benessere di tutti i cittadini.
Le leggi contro i vagabondi negli Stati Uniti sono state largamente invalidate in quanto in contrasto con la Costituzione degli Stati Uniti d'America.
Nella terminologia legale statunitense, una persona che è titolare di una rendita non è un vagabondo, perfino se è un senzatetto.
Nella Germania nazista i vagabondi erano considerati "individui non accettati socialmente" e dovevano portare sulle proprie giacche il triangolo nero.

## Letteratura, arte, cinema e musica
La figura del vagabondo è presente già nel poema medievale The Wanderer scritto in lingua inglese antica. Sono da menzionare poi, ad esempio, il romanzo picaresco spagnolo, il romanzo Knulp di Hermann Hesse, Oliver Twist di Charles Dickens, Le avventure di Tom Sawyer e Le avventure di Huckleberry Finn di Mark Twain. Il tema dell'errare si ritrova anche nel Canto notturno di un pastore errante dell'Asia e nei Racconti di un pellegrino russo. Alessandro Manzoni nei Promessi sposi, romanzo storico ambientato nel Seicento, ci presenta figure di vagabondi, ad esempio tra i frequentatori delle osterie.
Inoltre molte opere letterarie si ispirano alla leggenda medievale dell'Ebreo errante.
Nel cinema emblematico è il celeberrimo personaggio di Charlot (The Tramp, Il vagabondo) interpretato da Charlie Chaplin.  Nelle arti figurative è notevole nel Romanticismo europeo il dipinto Viandante sul mare di nebbia di Caspar David Friedrich. Nel secolo XVII i vagabondi erano individui (con mendichi, prostitute, giocatori e bari, ladri) rappresentati dai pittori della Scuola dei Bamboccianti a Roma che dipinsero scene e ambienti popolari.